# Nanxiong
Nanxiong, även romaniserat Namyung, är en stad på häradsnivå i Shaoguans stad på prefekturnivå i provinsen Guangdong i sydöstra Kina. Den ligger omkring 250 kilometer nordost om provinshuvudstaden Guangzhou. 
Nanxiong är indelat i ett stadsdelsdistrikt,  17 köpingar och en administrativ enhet på sockennivå.
Stadsdelsdistrikt (jiedao):

- Xiongzhou (雄州街道)

Köpingar (zhen):

- Baishun (百顺镇)
- Dengfang (邓坊镇)
- Gushi (古市镇)
- Huangkeng (黄坑镇)
- Hukou (湖口镇)
- Jiangtou (江头镇)
- Jiezhi (界址镇)
- Lanhe (澜河镇)
- Maozifeng (帽子峰镇)
- Nanmu (南亩镇)
- Pingtian (坪田镇)
- Quan'an (全安镇)
- Shuikou (水口镇)
- Wujing (乌迳镇)
- Youshan (油山镇)
- Zhuji (珠玑镇)
- Zhutian (主田镇)

Administrativ enhet på sockennivå:
- Dongjing Dalingshan industriområde (东竞大岭山（南雄）产业转移工业园)